# Tricyphoniscus bureschi
Tricyphoniscus bureschi är en kräftdjursart som beskrevs av Karl Wilhelm Verhoeff 1936B. Tricyphoniscus bureschi ingår i släktet Tricyphoniscus och familjen Trichoniscidae. Inga underarter finns listade i Catalogue of Life.